# Zernyesti csata
A zernyesti (zernesti) csata 1690. augusztus 21-én zajlott le Zernest községnél, a Törcsvári-szoros északi oldalán, a törökök nagyszabású 1690 nyári ellenoffenzívájának mellékhadszínterén, Dél-Erdélyben. A Thököly Imre által vezetett török–tatár–havasalföldi–moldvai–kuruc sereg betört Erdélybe, és vereséget mért Heissler császári altábornagy és Teleki Mihály erdélyi főgenerális túlerőben lévő, egyesített hadseregére. A harcban Teleki életét vesztette, Heissler tábornok Thököly fogságába esett. A győzelem eredményeképpen Thökölynek átmenetileg sikerült megszereznie Erdély fejedelmének címét. Ez volt a török szolgálatban harcoló Thököly utolsó katonai győzelme, 1690 október végére a Habsburg haderő végleg kiszorította őt Erdélyből.
Az időpontokat a Gergely-naptár szerint adjuk meg, a csata így augusztus 21-én zajlott. A Julián naptár szerint a csata napja augusztus 11., a többi dátum is 10 nappal korábbra esne.

## Előzmények
1689-ben a nagy Habsburg–török háború sikersorozata megtorpant. Éreztette hatását az 1688-ban Franciaország által kirobbantott pfalzi örökösödési háború, a rajnai front a német-római császári erők jelentős részét lekötötte. 1689. november 2-án II. Szulejmán szultán Köprülü Musztafa pasát nagyvezírré nevezte ki. Ő néhány hét alatt ütőképes, 100 000 főnyi hadsereget állított fel, amellyel még a tél folyamán nagy léptékű ellencsapást tervezett. Ennek értelmében a Halíl pasa csapatai, a krími tatárokkal együtt kivetik téli szállásukról a Boszniáig és Dél-Szerbiáig jutott császáriakat, és visszaszorítják őket a Balkán-hegység mögé. A szultán szabadon bocsátotta az elődje által fogságba vetett Thököly Imrét is, és egy török csapat élére állította.
Piccolomini altábornagy halála (1689.november 9.) és utódjának, Veterani altábornagynak betegsége miatt miatt a boszniai és szerbiai császári parancsnokság meggyengült. 1689. december végén a törökök rohammal elfoglalták a dél-koszovói Kacsanikot, a város visszafoglalására küldött császári kontingenst 1690. január 2-án megsemmisítették. A kudarcokat látva Constantin Brâncoveanu havasalföldi vajda beszüntette a császáriak támogatását és visszatért a szultán hűségére. Heissler tábornagy, a Veterani helyére kinevezett erdélyi főparancsnok ezért visszavonta Havasalföldön álló ezredeit Erdélybe.
1690. április 15-én elhunyt I. Apafi Mihály, Erdély fejedelme. Kijelölt utódja kiskorú fia, II. Apafi Mihály volt, akinek nevében a gubernium kormányozta Erdélyt. A Haller-féle diploma jogilag biztosította a trónutódlás folytonosságát. Az erdélyi főurak pártállása azonban megoszlott, a „törökös párt” realitásként fogadta el a Fényes Porta dominanciáját Erdélyben, és támogatta a szultán emberének, Thököly Imrének fejedelmi ambícióit. A Habsburg-pártiak, köztük a fogarasi nyilatkozatot megfogalmazó Teleki Mihály is Lipót császár tervét támogatták, aki az Erdélyi Fejedelemséget a Habsburg Birodalom alárendeltségébe kívánta vonni.
A bizonytalan helyzetet kihasználva Szulejmán úgy döntött, az üresen álló erdélyi fejedelmi trónra – melyet az oszmán szultánok saját hűbérüknek tekintettek – saját emberét, Thököly Imrét ülteti. 1690. június 8-án szultáni athnámét (hitlevelet) adott neki, melyben őt ismerte el Erdély fejedelmének. Thökölyt arra utasította, seregével vonuljon Erdélybe, fordítsa a fejedelemséget a szultán hűségére.

## Az 1690-es hadjáratok tervei
A bécsi Udvari Haditanács előtt két javaslat feküdt. Lipót császár Badeni Lajos őrgróf, fővezér a nagy török offenzíva hírére egész Szerbia kiürítését javasolta, csak az 1688-ban elfoglalt Belgrád védelmét erősítette volna. Vele szemben Nissza parancsnokának, Veterani altábornagy június 17-én elbizakodottan azt jelentette, hogy „Szerbiában [ő] megint mindent a legjobb rendbe hozott; hogy a Balkán népei a legelső intésre tömegesen kelnek fel a porta ellen s hogy ő 12 000 emberrel akár Konstantinápolyt is elfoglalja s a törököket végkép kiűzi Európából.” Lipót császár Veterani tervét fogadta el. A haditerv szerint a nisszai helyőrség nagy része (mintegy 11 000 fő) Guido von Starhemberg parancsnoksága alatt Jagodinába vonulva egyesüljön Bádeni Lajos főseregével. Erdély védelmével Heissler tábornokot bízták meg, aki 3000 emberéből 1200 lovast Karánsebeshez kellett küldenie, a fősereg és az erdélyi csapatok közti összeköttetés biztosítására. A magyarok kezében lévő végvárakból és a Száva menti várakból is kivonták a csapatokat, csak a legszükségesebb őrséget, határőröket, horvát nemzetőröket hagyták. Bádeni Lajos tiltakozott a haditerv ellen, és csak Lipót császár személyes kérésére maradt meg főparancsnoki tisztségében.
A török haditerv szerint Thököly 16 000 emberrel, török, tatár, havasalföldi és moldvai támogatással betör Erdélybe, Mezzomorto Hüszejn ruméliai pasa Nikápolyból indulva 120 000 katonával, a dunai török flottára támaszkodva, Vidint foglalja el. A 80 000 főnyi török fősereg Köprülü Musztafa nagyvezír parancsnoksága alatt Filippopoliszból (a mai Plovdivból) kiindulva Belgrád ostromára vonul.

## Csapatmozgások Erdélyben
A török veszélyt látva Teleki Mihály főgenerális 1690. június közepére Radnótra összehívta az erdélyi rendek gyűlését, amely július 18-ára közfelkelést hirdetett. Mintegy 5000 erdélyi katona gyűlt össze, akik csatlakoztak Heissler tábornok Havasalföldről visszaért hadtestéhez. Egy dandárt a Vaskapu-hágó védelmére küldtek, ez egyben biztosította az összeköttetést Heissler Karánsebesnél álló csapataival. Maga Teleki Mihály is az erdélyi sereggel tartott.
Thökölynek kevés kuruc harcosa maradt, a török segítségére volt utalva. Egykori katonáinak zöme a török ellen akart harcolni és átállt a császáriak oldalára. 1690 július elején maroknyi csapatával megindult téli szállásáról, az argyasi Rakovicáról. Szulejmán szultán 16 000 főnyi török hadat adott mellé, Cserkesz Ahmed szilisztrai pasa, szeraszker (hadparancsok) vezetése alatt, ez adta következésképp Thököly haderejének zömét. Gázi Giráj tatár kán segédcsapatai is erősítették őket. A csapatok átkeltek a Dunán, és Bukarest és Pitești között, az az Argeș folyó mellett gyülekeztek. Itt csatlakozott hozzájuk Constantin Brâncoveanu havasalföldi vajda, akinek szultáni fermán adott jogot a hadjáratban való részvételre. A havasalföldi és moldvai román vajdák seregeivel együtt augusztus elejére 20 000 főt meghaladó katonai erő gyűlt össze. Thököly Brassótól keletre, a Bodzai-szoroson át készült betörni Erdélybe.
- Teleki Mihály erdélyi főgenerális
- Donat von Heissler császári altábornagy
- Thököly Imre
- Badeni Lajos

## A csata lefolyása
Heissler tábornok és Teleki Mihály értesült Thököly előrenyomulásának irányáról. Fő erőikkel megszállták a Bodzai-szorost. Azonban Thököly is értesült Heissler hadmozdulatáról, ezért megváltoztatta eredeti tervét. Augusztus 15-én hajnalban egy 200 főnyi különítmény váratlanul rajtaütött az elsáncolt Törcsvári-szoros kis létszámú védőrségén, Brassótól délnyugatra (a Bodzai-szorostól több, mint 100 kilométerre). A kuruc, török és tatár kontingens felkoncolta a hágó őrségét, megkezdte a torlaszok lebontását és az átkelést a hágón át. Thököly számolt azzal, hogy Heissler gyorsan mozgó csapatai hamarosan megerősítik a veszélyeztetett átjárót, ezért a Törcsvári szorosba Brâncoveanu csapatát rendelte, török segédcsapatokkal megerősítve. Maga Thököly a hegyvidéket jól ismerő kurucokkal és a tatárokkal a Déli-Kárpátok magashegyi ösvényein, járhatatlannak tartott vidéken át, a veszélyes terep nehézségeit leküzdve áthatolt a hegyeken, és augusztus 21-én 10 000 főnyi seregével észrevétlenül kiért a Törcsvári-szoros északi előterébe, Zernyest falu környékére, az ekkor már a Törcsvári-szorosban harcoló Heissler és Teleki csapatainak hátába kerülve.
Thököly jól számított. Amikor Heissler hírt kapott az ellenség törcsvári áttöréséről, azonnal átcsoportosította csapatait. A Bodzai-szorosban kis létszámú őrséget hagyott, fő erőivel kelet felé, a megtámadott Törcsvári-szoros felszabadítására indult. Teleki főgenerális az erdélyi csapatok élén vele tartott. Hamarosan felvették a harcot a szoroson át befelé igyekvő havasalföldi és török csapatok ellen. A harc közben jött a jelentés, hogy Thököly seregének főereje Heissler hátában, Zernyest és Tohány között áll. Heissler egy erős lovassági előhadat indított az ellenség felé, három székely századot Henter Mihály vezetésével, és hat császári századot, Doria ezredes parancsnoksága alatt, őket követte Heissler és Teleki a főerővel. Thököly a tatárokat küldte az előhad elé, színlelt támadásra. A tatárokat látva a székelyek megfutamodtak, de többségük, Doria és Henter vezetésével Tohány közelében rátámadt a tatárokra, akik ezúttal visszavonulást színlelve maguk után csalták a rohamozó császári és erdélyi lovasokat. Ekkor Thököly kuruc és török serege megtámadta és szétverte az üldözésben szétszóródott lovasságot. Időközben megérkezett Heissler és Teleki is a császári és erdélyi főerővel. Véres harc alakult ki, a császári és az erdélyi hadak sokáig keményen harcoltak, a küzdelemben elesett maga Cserkesz Ahmed pasa, a török hadparancsnok is. De végül teljesen körülzárták őket, és a teljes vereséget elkerülendő, megadták magukat. A katonák java része elesett, Heissler altábornagy és a súlyosan sebesült Doria ezredes, húsz más tiszttel együtt a tatárok fogságába esett. Heisslert és Doriát Thököly 300 illetve 80 aranyért megvásárolta a tatároktól, és saját őrizete alá helyezte. A vesztett csatából lovon menekülni próbáló Teleki Mihály főgenerális lova felbukott, török üldözői utolérték, dísztelen fekete ruhájában egyszerű katonának vélték és megölték. Thököly csapatai igen kevés veszteséget szenvedtek, bár a török parancsnok, Cserkesz Ahmed pasa szintén az elesettek között volt.

## A csatát követő események
A megölt Teleki Mihály holttestét Thököly tisztességgel felöltöztetve elküldette az özvegynek. A csata után a beszabadult tatárok egy ideig szabadon dúlták Délkelet-Erdélyt.
A csatát követő napokban Thököly levelet írt Lipót császárnak, melyet a fogoly Doria ezredes vitt Bécsbe. Erdély új fejedelme felajánlotta, hogy behódol a császárnak, cserébe kérte erdélyi fejedelmi címének elismerését, német-római birodalmi fejedelmi címet, császári tábornagyi rangot, és kérte összes magyarországi javainak visszaszolgáltatását. A császár a fogoly Heisslernek címzett levélben elutasítóan válaszolt: „Thököly kívánságai nagyon túlzottak s megsérteném Istentől kapott méltóságomat, ha azokat elfogadnám. Velem született irgalmasságból mégis hajlandó volnék neki megkegyelmezni, jószágait visszaadnám, s egyéb kegyekre is méltatnám, ha tettel bizonyítaná be hűségét, lekaszabolván a nála lévő török–tatár csapatot.” A császár nem kívánt tárgyalni Thökölyvel, és semmiképpen sem akart fejedelmi jogokat adni sem neki, sem a törvényes Apafinak.
Erdély rendjei közül a szászok azonnal Thököly mellé álltak és elismerték törvényes fejedelmüknek. A csata másnapján, augusztus 22-én Thököly felhívást bocsátott ki, melyben a magyar és székely nemzet rendjeit is csatlakozásra szólította. Brassó város tanácsa már ezen a napon hódoló követséget menesztett a győztes vezérhez. Thököly be akart vonulni a városba, de a városparancsnok, Gutenstein császári ezredes 800 katonájával visszautasította az együttműködést, ezért Thököly a várost hadának egy részével körülzárva hagyta, a maradékkal Fogarasra vonult.
Szeptember 1-jén Kőhalom, Segesvár, Szászsebes és más szász városok jelezték behódolásukat. Thököly alvezéreit, Petróczy Istvánt és Sándor Gáspárt Fogaras és a Királyföld megszállására és a hegyszorosok megerősítésére küldte. Szeptember 7-én Barcaföldváron fejedelmi pátenst adott ki, melyben országgyűlést hívott össze Gyulafehérvárra. Barcaföldvárról Segesvár felé indult, híveinek száma egyre nőtt. A Kolozsváron maradt kis ellenálló csoport, a kiskorú II. Apafi Mihály oda menekült hívei saját ellen-felhívásban adtak hírt Badeni Lajos fővezér császári hadának megindulásáról. Thököly emiatt Gyulafehérvár helyett Nagyszeben felé fordult, de mivel itt gyülekeztek Heissler vert hadának maradék egységei, a város szilárdan császári kézben volt, ezért Thököly „onnan alig több, mint egy ágyúlövésnyire” Keresztényszigetnél állt meg. Itt szeptember 15–29. között országgyűlést tartott, ahol Erdély rendjeinek nagy része megjelent. A tanácsurak hűséget fogadtak neki, kifejezték hálájukat az ország megmentéséért, és egyhangúlag Erdély fejedelmévé választották. Thököly kötelezte magát a vallásszabadság fenntartására, a három erdélyi nemzet, és a városok privilégiumainak tiszteletben tartására. A tanácsurak felajánlották Thököly hadainak bőséges ellátását, és megszavazták a Thököly által kívánt új adókat.
Szeptember 21-én a keresztényszigeti templomban Thököly Imrét ünnepélyesen beiktatták Erdély fejedelmének méltóságába. (Több krónikás szerint Lucas Hermann medgyesi lelkész, utóbb szász evangélikus püspök kente fel Thökölyt uralkodóvá, ő maga 1690 után írt leveleiben mindig tagadta részvételét). A szultán küldötte atadta a Szulejmántól kapott athnámét, valamint a átadták a szultán és a tatár kán ajándékait.

## Thököly bukása
Badeni Lajos őrgróf, császári fővezér augusztus 26-án a jagodinai főhadiszálláson értesült a zernyesti vereségről. Haditanácsot hívott össze, ahol tábornokai megszavazták, hogy a sereg ne az eredeti terv szerint, Nissza felé induljon, hanem vonuljon vissza Erdélybe. A fővezér szerint Thököly (Erdély birtokában) összefoghat a felső-magyarországi lázongókkal és betörhet az osztrák örökös tartományokba is. A fővezér erősítést küldött Kolozsvárra, Apafi Mihály maradék híveihez, Starhemberg tábornokot Nissza kitartó védelmére utasította Aspremont grófot 25 lovasszázaddal Belgrád védelmének erősítésére küldte. Heister tábornok 3 ezredét Orsovától Erdélybe rendelte.
A fővezér augusztus 28-án indult el Jagodinából észak felé, a Nagy-Morava völgyében. Szeptember 4-5-én Szendrő és Temeskubin (Kevevára) között átkelt a Dunán. Karánsebesnél csatlakozott hozzá Heissler tábornok itt felállított serege. Itt kapott hírt Mezzomorto Hüszejn pasa Duna-menti előrenyomulásáról, és Vidin (Bodony) augusztus 29-i elestéről. (Mezzomorto rövidesen elfoglalta Kladovót, Orsovát, Galambócot és Ramot is). Az őrgróf egy rác különítményt Havasalföld dúlására küldött, hogy Constantin Brâncoveanu vajda hadát hazatérésre késztesse, ezzel Thökölyt gyengítse.
Thököly, amikor hírt kapott Badeni Lajos hadának közeledéséről, Szászsebesre vonult, elvágva a Nagyszebenben újjászervezés alatt álló császári helyőrséget. Szeptember 19-én Badeni Lajos áttört a Vaskapu-szoroson, szeptember 21-én Hátszegnél leverte Thököly két előretolt alvezérét, Petróczy Istvánt és Sándor Gáspárt, ezután Szászváros felé indult, Thököly ellen. Thököly kitért az ütközet elől, Medgyesre húzódott vissza, Badeni Lajos így október 3-án bevonulhatott Nagyszebenbe, seregét az itt várakozó 12 000 katonával kiegészítette. Október 8-án megindult Medgyes ellen, de Thököly ismét kitért, Brassó felé felé hátrálva. (Ugyanezen a napon a dunai fronton a nagyvezír főserege elfoglalta Belgrádot).
Közben 1690. október 16-án Lipót császár kiadta az Erdély különállását elvileg biztosító nyilatkozatot, a Diploma Leopoldinumot, amelyet Erdély rendjei régóta követeltek. Thököly támogatói meggyengültek, bár a diploma a korábbi egyezményekhez képest erősen megnyirbálta Erdély lehetőségeit. Lipót most sem állította helyre az Erdélyi Fejedelemség önálló jogállását, II. Apafi Mihály fejedelem hatalmát kinevezett királyi kormányzó és gubernium korlátozta.
Thököly október 21-én érkezett ismét a Barcaságba, majd a Bodzai-szoroson át kivonult Erdélyből. Időt akart nyerni, reménykedve a török fősereg segítségében. Badeni Lajos Segesváron és Székelyudvarhelyen át követte, október 22-én Oklándon kapta Belgrád elvesztésének hírét, és a sürgős császári parancsot is, mely szerint stratégiai bekerítés veszélye állt elő, ezért Thököly üldözését félbe kell szakítania és az összes erdélyi védősereggel együtt Felső-Magyarország védelmére kell vonulnia. Rövid ideig úgy tűnt, hogy Thököly számítása bevált. Sietve visszafordult Havasalföldről és ismét Brassóhoz vonult.
Badeni Lajos azonban felismerte, hogy a nagyvezír főserege Belgrádnál megállt és nem vonul tovább Magyarország felé. Ezért figyelmen kívül hagyta a császári parancsot és folytatta Thököly elleni műveletét. Október 25-én Brassó alá érkezett. A Fogarasra vezető úton szétugrasztotta a Thököly vezette lovasságot, akiket a Bodzai-szoroson át kiűzött Erdélyből.
Badeni Lajos ezután a császári lovassággal téli szállásra indult Felső-Magyarországra. Gyalogsága Veterani altábornagy parancsnoksága alatt Erdélyben maradt. A Duna felől azonban krími tatár portyázók törték be az Alföldre, Debrecenig hatoltak, innen Szilágysomlyón át betörtek a császáriak által megszállt Észak-Erdélybe. Tordánál a tatárok szétszórták Herbeville ezredes dragonyos ezredét. A zavart kihasználva Thököly ismét visszajött Dél-Erdélybe, ezúttal Câmpulung felől, és elfoglalta a Törcsvári-szorost. A szorost decemberben visszafoglalni próbáló császári csapatot Thököly alvezére szétverte, Ágost hannoveri herceg, ezredparancsnok elesett a küzdelemben.
Erre Badeni Lajos egész lovasságával visszafordult, mozgósította a Szatmár körül téli szállásra vonult császári egységeket. Gyalunál megtámadta a tatárokat, szétszórta és Nagyvárad irányában kiszorította őket Erdélyből. Ezzel egyidőben, 1691. január 2-án Veterani altábornagy, erdélyi főparancsnok Törcsvárnál megtámadta és teljesen szétverte Thököly csapatait, maga Thököly Havasalföldre menekült, kis híján maga is császári fogságba esett. Thököly rövid fejedelemsége ezzel véget ért. Ez volt utolsó komolyabb kísérlete Erdély megszerzésére, a következő években őt magát és kuruc csapatait már csak portyázásra, zavarkeltésre használták a törökök.
1692 januárjában Thököly feleségét, a Bécsben de facto bezárva tartott Zrínyi Ilonát kicserélték a zernyesti csatában fogságba esett Heissler tábornokra.

## Értékelés
Bánlaky József hadtörténész véleménye szerint az 1690-es hadjárat során, mindkét hadviselő fél részéről több megkérdőjelezhető döntés született. A Habsburg Birodalom ellen folyó, két fronton kiújult háborúban a nagyobb veszélyt a török offenzíva jelentette. A korábbi hadjáratokban sikeres hadvezéreitől Lipót császár azonban ellentmondó tanácsokat kapott: Badeni Lajos alapvetően defenzív jellegű javaslata helyett Veterani irreális, további terjeszkedést kilátásba helyező tervét fogadta el. A jagodinai haditanácsban azonban a Badeni Lajos – feltehetően eddigi sikerein alapuló hadvezéri tekintélyét féltve – olyan haditervet fogadtatott el, mely kitér a török főerővel való konfrontáció elől, Szlavóniától a Dunáig csak védelemre szorítkozik, a gyengének ítélt császári főerőt pedig Erdélyben veti be, saját régi személyes ellenfele, Thököly Imre ellen. A valós kockázatot felnagyítva Thökölyt úgy állította be, mintha annak Erdély elleni támadása egész Felső-Magyarországot, sőt az osztrák örökös tartományokat is fenyegetné. Badeni Lajos személyes elfogultsága következtében a tehetséges Köprülü Musztafa nagyvezír fő támadása akadálytalanul haladhatott előre a Duna völgyében, és rövid ostrommal megszerezhette a védtelenül hagyott Belgrádot.
Másfelől, az átmeneti sikert elért Thököly korlátait mutatja, hogy Badeni Lajos megjelenésekor kitért a harc elől és elmenekült Erdélyből. Badeni Lajos viselkedése következtében Szerbiában veszélyes helyzet állt elő. Belgrád elfoglalása után Köprülü Musztafa előtt nyitva állt a lehetőség, hogy teljes főerejével Eszék elfoglalására induljon. Mivel a császári főerő a Dunától elvonult Erdély felé, a török offenzívával szemben nem állt jelentős ellenséges erő. A nagyvezír azonban nem ismerte sem a császári főerő gyengeségét (11 000 fő), sem annak Erdély felé mozgását, ezért Belgrád után egyben tartotta a török főerőt, és nem folytatta az előnyomulást, amely súlyos helyzetbe hozhatta volna a Délvidék egész védővonalát. (Csak a boszniai pasa 10 000 főnyi különítménye ostromolta meg Eszéket, őket Guido von Starhemberg és Charles Eugène de Croÿ sikeresen visszaverte). 1690 folyamán a császáriak stratégiai vesztesége így is hatalmas mértékű volt, több év harcaiban megszerzett terület veszett el. A Birodalom katonai hatalma a Balkán-hegységtől visszaszorult a Duna és Száva folyók vonalára.
A román történetírás a zernyesti csata főszereplőjének Constantin Brâncoveanu havasalföldi vajdát tartja, aki úgymond „szövetségeseivel együtt hadával Törcsvárnál betört Erdélybe és legyőzte a Donat von Heissler által vezetett osztrák haderőt.”

## Kapcsolódó információk
- Seres István: Thököly és Törökország (könyvszemle) pp. 395. Magyar Tudomány, 167. évfolyam, 2007/3., 2007. [2022. január 20-i dátummal az eredetiből archiválva]. (Hozzáférés: 2019. október 2.)
- Bagi Zoltán Péter: Ostrom vagy blokád, ostrom és blokád. Várad visszavételének történetéhez (1690-1692). Erdélyi Digitális Adattár (eda.eme.ro), 2015. (Hozzáférés: 2019. október 3.)